# Bogserbåten Ahkera
Bogserbåten Ahkera är en finländsk ångdriven bogserbåt.
Ahkera byggdes 1871 på Warkaus bruk/Paul Wahl & Co i Varkaus.